# Just Dance 2014
Just Dance 2014 – piąta gra z serii Just Dance, stworzona i wydana przez firmę Ubisoft. Została wydana na konsole siódmej generacji w październiku 2013 roku i jako tytuł startowy na PlayStation 4 i Xbox One. Gra została oficjalnie zapowiedziana na konferencji prasowej Ubisoftu na E3 2013. To pierwsza gra z serii, która zawiera w tytule rok, zamiast kolejnego numeru gry.

## Rozgrywka
Gra obsługuje do sześciu graczy jednocześnie w wersji na Xbox One oraz maksymalnie czterech graczy w przypadku innych konsol. Wszystkie wersje zawierają tryb Klasyczny znany z poprzednich gier z serii. W trybie On-Stage, nowej funkcji w grze, jeden z graczy pełni rolę głównego tancerza, a dwoje pozostałych tańczą jako tancerze pomocniczy. Gra posiada również funkcję karaoke (w wersji Wii wymaga mikrofonu USB). Gracze są nagradzani za śpiewanie odpowiednich nut, ale nie są karani za błędy w śpiewie. Tryb Party Master jest zaktualizowaną wersją trybu "Puppet Master" z Just Dance 4 na Wii U, gdzie gracz używa Wii U GamePad, aby zmienić zasady gry, aktualną piosenkę i konkretne ruchy dla maksymalnie czterech graczy. Ten tryb jest dostępny dla wersji Wii U, Xbox One i Xbox 360. Mash-upy taneczne, wersje alternatywne/ekstremalne/fitness i tryb bitwy będą dostępne. Zadania taneczne z Just Dance 4 i tryb Non-Stop Shuffle zostały wycofane.
Do gry został dodany nowy tryb nazwany World Dance Floor. Jest to tryb gry wieloosobowej stworzony na wzór gry MMO, w którym gracze grają przeciwko siebie. Wszyscy gracze na świecie grają do tej samej playlisty, walczą o miejsce w rankingach i dzielą się klipami wideo z aplikacji "AutoDance". Do grania w ten tryb wymagane jest podłączenie do sieci.
W grze planowany był jeszcze jeden tryb "Just Dance DJ", który miał być dostępny wyłącznie na Xbox One. Tryb został zaprezentowany w zwiastunie gry na E3, jednak ostatecznie nie został zaimplementowany w pełnej wersji gry.
Krótkie klipy wideo z tańcem graczy mogą być wysyłane do serwisu Facebook, Twitter i sieci Just Dance AutoDance.
Poziomy trudności piosenek zostały zmienione z cyfr na: łatwy, średni, trudny i ekstremalny. W grze dostępnych jest ponad czterdzieści utworów muzycznych.

## Lista utworów
Domyślnie w grze jest 48 utworów.
| Utwór                                         | Wykonawca                                         | Rok  |
| --------------------------------------------- | ------------------------------------------------- | ---- |
| "99 Luftballons"*                             | Rutschen Planeten (as made famous by Nena)        | 1983 |
| "Alfonso Signorini (Eroe Nazionale)"          | Fedez                                             | 2013 |
| "Applause"                                    | Lady Gaga                                         | 2013 |
| "Blame It on the Boogie"                      | Mick Jackson                                      | 1978 |
| "Blurred Lines"                               | Robin Thicke featuring Pharrell Williams          | 2013 |
| "C’mon"                                       | Ke$ha                                             | 2012 |
| "Candy"                                       | Robbie Williams                                   | 2012 |
| "Careless Whisper"                            | George Michael                                    | 1984 |
| "Could You Be Loved"                          | Bob Marley                                        | 1980 |
| "Dançando"                                    | Ivete Sangalo                                     | 2013 |
| "Danse (Pop Version)"                         | Tal                                               | 2013 |
| "Feel So Right"                               | Imposs feat. Konshens                             | 2013 |
| "Feel This Moment"                            | Pitbull featuring Christina Aguilera              | 2013 |
| "Fine China"                                  | Chris Brown                                       | 2013 |
| "Flashdance... What a Feeling"                | The Girly Team (as made famous by Irene Cara)     | 1983 |
| "Follow the Leader"                           | Wisin and Yandel featuring Jennifer Lopez         | 2012 |
| "Gentleman"                                   | PSY                                               | 2013 |
| "Gimme! Gimme! Gimme! (A Man After Midnight)" | ABBA                                              | 1979 |
| "Get Lucky"                                   | Daft Punk feat. Pharrell Williams                 | 2013 |
| "Ghostbusters"                                | Ray Parker, Jr.                                   | 1984 |
| "I Kissed a Girl"                             | Katy Perry                                        | 2008 |
| "I Will Survive"                              | Gloria Gaynor                                     | 1978 |
| "In the Summertime"                           | Mungo Jerry                                       | 1970 |
| "Isidora"                                     | Bog Bog Orkestar                                  | 2013 |
| "It's You"                                    | Duck Sauce                                        | 2013 |
| "Just a Gigolo"                               | Louis Prima                                       | 1956 |
| "Just Dance"                                  | Lady Gaga feat. Colby O’Donis                     | 2008 |
| "Kiss You"                                    | One Direction                                     | 2013 |
| "Limbo"                                       | Daddy Yankee                                      | 2012 |
| "Love Boat"                                   | Frankie Bostello (as made famous by Jack Jones)   | 1979 |
| "María"                                       | Ricky Martin                                      | 1995 |
| "Miss Understood"                             | Sammie                                            | 2013 |
| "Moskau"                                      | Dancing Bros. (as made famous by Dschinghis Khan) | 1979 |
| "Nitro Bot"                                   | Sentai Express                                    | 2013 |
| "Pound the Alarm"                             | Nicki Minaj                                       | 2012 |
| "Prince Ali"                                  | Disney's Aladdin                                  | 1992 |
| "Rich Girl"                                   | Gwen Stefani featuring Eve                        | 2004 |
| "Safe and Sound"                              | Capital Cities                                    | 2011 |
| "She Wolf (Falling to Pieces)"                | David Guetta featuring Sia                        | 2012 |
| "Starships"                                   | Nicki Minaj                                       | 2012 |
| "thatPOWER"                                   | will.i.am featuring Justin Bieber                 | 2013 |
| "The Other Side"                              | Jason Derulo                                      | 2013 |
| "The Way"                                     | Ariana Grande featuring Mac Miller                | 2013 |
| "Troublemaker"                                | Olly Murs featuring Flo Rida                      | 2012 |
| "Turn Up the Love"                            | Far East Movement featuring Cover Drive           | 2012 |
| "Waking Up in Vegas"                          | Katy Perry                                        | 2009 |
| "Where Have You Been"                         | Rihanna \|2013                                    |      |
| "Wild"                                        | Jessie J featuring Big Sean                       | 2013 |
| "Y.M.C.A"                                     | Village People                                    | 1978 |

### Utwory DLC
Dodatkowe utwory oraz tryby do gry Just Dance 2014 zostały wydane jako DLC. Niektóre z nich pojawiły się już w poprzednich wersjach gry.
Choreografia do utworu Roar Katy Perry jest bezpłatna. Za inne płaci się określoną stawkę.
| Utwór                                                  | Wykonawca                                      | Rok  | Data wydania        |
| ------------------------------------------------------ | ---------------------------------------------- | ---- | ------------------- |
| "Roar"                                                 | Katy Perry                                     | 2013 | 1 października 2013 |
| "Pound the alarm" ("Extreme" alternate routine)        | Nicki Minaj                                    | 2012 | 1 października 2013 |
| "Can’t Hold Us"                                        | Macklemore and Ryan Lewis featuring Ray Dalton | 2012 | 1 października 2013 |
| "Wake Me Up"                                           | Avicii featuring Aloe Blacc                    | 2013 | 1 października 2013 |
| "What About Love"                                      | Austin Mahone                                  | 2013 | 26 listopada 2013   |
| "American Girl"                                        | Bonnie McKee                                   | 2013 | 26 listopada 2013   |
| "One Way or Another (Teenage Kicks)"                   | One Direction                                  | 2013 | 26 listopada 2013   |
| "Sexy and I Know It"                                   | LMFAO                                          | 2011 | 26 listopada 2013   |
| "Blurred Lines" ("Extreme" alternate routine)          | Robin Thicke featuring Pharrell Williams       | 2013 | 26 listopada 2013   |
| "The Other Side                                        | Jason Derulo                                   | 2013 | 26 listopada 2013   |
| "Dançando"                                             | Ivete Sangalo                                  | 2013 | 17 grudnia 2013     |
| "Don't You Worry Child"                                | Swedish House Mafia featuring John Martin      | 2012 | 17 grudnia 2013     |
| "I Need Your Love"                                     | Calvin Harris featuring Ellie Goulding         | 2013 | 17 grudnia 2013     |
| "Can't Get Enough"                                     | Becky G featuring Pitbull                      | 2013 | 17 grudnia 2013     |
| "My Main Girl"                                         | MainStreet                                     | 2013 | 17 grudnia 2013     |
| "Gangnam Style"                                        | PSY                                            | 2012 | 17 grudnia 2013     |
| "Applause" ("Official Choreography" alternate routine) | Lady Gaga                                      | 2013 | 17 grudnia 2013     |
| "#thatPOWER" ("On Stage" routine)                      | will.i.am featuring Justin Bieber              | 2013 | 17 grudnia 2013     |
| "Timber"                                               | Pitbull featuring Ke$ha                        | 2013 | 11 lutego 2014      |
| "Rock N Roll"                                          | Avril Lavigne                                  | 2013 | 11 lutego 2014      |
| "Die Young"                                            | Ke$ha                                          | 2012 | 11 lutego 2014      |
| "Funhouse"                                             | Pink                                           | 2009 | 11 lutego 2014      |
| "Part of Me"                                           | Katy Perry                                     | 2012 | 27 marca 2014       |
| "Moves Like Jagger"                                    | Maroon 5 featuring Christina Aguilera          | 2011 | 22 kwietnia 2014    |
| "Beauty and a Beat"                                    | Justin Bieber featuring Nicki Minaj            | 2012 | 22 kwietnia 2014    |
| "We R Who We R"\|                                      | Ke$ha                                          | 2010 | 22 kwietnia 2014    |
| "One Thing"                                            | One Direction                                  | 2012 | 22 kwietnia 2014    |
| "Waking Up in Vegas"                                   | Katy Perry                                     | 2009 | 22 kwietnia 2014    |
| "The World Is Ours"                                    | David Correy featuring Monobloco               | 2014 | 9 maja 2014         |